# 孝恭仁皇后
孝恭仁皇后（穆麟德轉寫：hiyoošungga gungnecuke gosin hūwangheo；1660年4月28日—1723年6月25日），乌雅氏（亦作吳雅氏），名瑪琭。原為正黄旗包衣佐領下人，后抬入满洲正黄旗。原任護軍參領、追封一等承恩公魏武之女，膳房总领額森之孫女。康熙帝之妃，雍正帝生母。

## 生平
顺治十七年（1660年）三月十九日出生。
康熙十四年（1675年）十二月初六日，烏雅氏在內務府選秀中獲選入宮，時年十六歲，與良妃衛氏、定妃萬琉哈氏、瑪蘭珠（通嫔堂姐）等人在十二月十三日進宮。由於烏雅氏與衛氏同日入宮，雍正帝亦視良妃是自己的母親，雍正帝曾稱「太后額涅、妃額涅系同日進宮，妃額涅亦朕之額涅矣，其（良妃）心亦大」，然而尹德後來在奏摺引用這段上諭時，雍正帝特意將此句進行刪改。
目前並不清楚孝恭仁皇后入宮之後，是否充任過官女子，以及是在何時被康熙帝收為後宮主位。康熙十七年（1678年）十月三十日，生皇四子胤禛，時年十九歲。胤禛與其他幾位皇子曾居佟皇后所在的景仁宮，原因可能是佟皇后具有準嫡母身份，對學齡以上皇子的教養更為有益，佟皇后去世三年後，胤禛和允禩仍一起住在景仁宮。
康熙十八年五月十七日，有旨：「貴格格一人，將其食用、飲用、日用各項，照嬪之等級支給」，可知烏雅氏由貴格格（即貴人級）晉封為嬪級。同年十月十三日，嬪烏雅氏册封为德嫔，时年二十岁。乌雅氏受册封的情况无记载，禮部尚書韓菼整理的《有懷堂文稿》中有一篇册贵嫔文，為尊者諱而將受冊封者的姓氏和封號隱去，僅知受冊封者「選自良家」，但結合烏雅氏的出身，以及此冊文的大致撰寫時間，仍能得知這是冊封德嬪的冊文。烏雅氏是康熙十四年經內務府選秀入宮的秀女中最先被正式冊封為嬪的，與其同日進宮的衛氏在康熙二十八年才晉升為嬪級，至康熙三十九年才被正式冊封為良嬪，而與其同日進宮的萬琉哈氏在康熙五十七年才被正式冊封為定嬪。
康熙十九年（1680年）二月初五日巳時，生皇六子胤祚。康熙二十年（1681年）十二月二十日，與惠嬪、宜嬪、榮嬪一同晉升為妃，烏雅氏被冊封為德妃。德妃當時在妃位的位序，次於惠妃與宜妃。
康熙二十一年（1682年）六月初一日，生皇七女。康熙二十二年（1683年）九月二十二日，生皇九女固伦温宪公主，公主自幼由仁憲皇太后撫養。康熙二十五年（1686年）四月二十四日，生皇十二女。康熙二十七年（1688年）正月初九日酉時，生皇十四子恂郡王允禵。
康熙六十一年十一月十三日，康熙帝駕崩，皇四子雍親王胤禛即位，烏雅氏被尊封為皇太后，擬徽號仁壽皇太后。仁壽皇太后因康熙帝去世而「哀痛深至，決意從殉，不飲不食」。同年十一月二十九日，雍正帝提到當年皇太后尚為妃嬪時，拜見太皇太后的禮數整齊和嚴肅，現在皇太后「慈善謙遜，念舊情殷，不遽令行大禮」，並且批評宜妃坐四人軟榻，在皇太后前，與眾母妃先後攙雜行走，甚屬僣越，又批評宜妃在康熙帝去世後看見雍正帝時，氣度竟與皇太后相似，不知國體。
雍正元年（1723年）五月，仁壽皇太后素有痰疾，又因康熙帝去世而悲傷哀慟，因而舊恙發作，雍正帝親自侍奉湯藥，冀望她痊癒，然而五月二十二日，皇太后病重，同年五月二十三日丑刻崩逝，享壽六十四歲。
雍正元年（1723年）八月，加谥号曰孝恭宣惠温肃定裕赞天承圣仁皇后，並在景山皇家園林的壽皇殿為烏雅氏治喪；同年九月初一日合葬景陵，升祔太庙。
乾隆元年三月，加谥“慈纯”；嘉庆四年五月，加谥“钦穆”。最终諡號是孝恭宣惠溫肅定裕慈純欽穆贊天承聖仁皇后。

## 家族
孝恭仁皇后家族世居哈達地方，國初來歸，係「本朝舊族，創業名家」，原為正黄旗包衣第一參領第一滿洲多弼佐领下人三等侍卫威武推荐之女（同佐领下人有：康熙通嫔和堂姐瑪蘭珠，瑪蘭珠在康熙十四年十二月初五日與良妃覺禪氏及定妃萬琉哈氏等人一起參加內務府選秀但未中選，瑪蘭珠秀女檔案記為：「多弼佐領監生常素保兄長之女瑪蘭珠，虎年，十四歲，大者已熟，小者未熟，無瘡、氣味」，注：《钦定八旗通志》卷五，多弼亦多毕，曾任正黄旗包衣第一參領第一滿洲和正黄旗包衣第三参领第二满洲佐領，这两支包衣佐领曾由相同佐领如宁塔哈（宁他哈）、阿明阿（亦爱明阿，通嫔祖父），尼延色（通嫔父常素保之弟），多弼（多毕）相继担任。康熙六十一年十一月十九日，奉旨將鑲藍旗包衣佐領內孝恭仁皇后之親族，以及阿薩納佐領內孝恭仁皇后之親族，合編一佐領，旗分為正黄旗滿洲第三參領第十四佐領，以孝恭仁皇后之兄弟伯起管理。
在婚配方面，孝恭仁皇后的一位妹妹嫁給孝昭仁皇后的親弟阿靈阿為妻，而孝恭仁皇后的一位族侄女和一位族侄孫女嫁給康熙帝長子固山貝子品級允禔為庶妃，分別為牧長務達哈之女、郎中巴奇納之女。孝恭仁皇后還有兩位族侄孫女分別為和碩諴恪親王允祕嫡福晉、多羅恭勤貝勒允祜繼夫人，兩人均為內大臣兼尚書海芳之女。
孝恭仁皇后家族譜系如下：
- 六世祖：巴拜[14]
- 五世祖：托和托齊[14]。
  - 胞兄托穆布祿。巴爾布達（又班布達，額柏根之叔祖），其子庫爾禪，孙瑪唐阿，曾孙工部尚书薩穆哈；“瑪唐阿，正黄旗人，額柏根叔祖班布達之孫也”（载《八旗滿洲氏族通譜》卷29）。
- 高祖父：圖囊阿[14]

- 曾祖父：額布根（亦作額栢根、額伯根），被努爾哈赤「撫育禁庭，視同子姪[11]」。雍正元年二月贈一等公，雍正八年九月贈一等承恩公[15]，配傅查氏，「生自名門，歸於望族」。額布根次子赫拉，原任筆貼式；三子伯赫，原任員外郎[14]。据《八旗滿洲氏族通譜》卷29，“額栢根，正黄旗人，世居哈達地方，國初來歸。其長子額森初任膳房總領，歴陞内大臣，……屢立戰功，加一騎都尉任佐領；其長子魏武係仁壽皇太后（即康熙帝孝恭仁皇后）之父，原任䕶軍叅領。……魏武之子博啟承襲一等公，現任散秩大臣兼佐領”。
  - 胞兄薩穆哈。后代有内務府總管兼佐領、禮部尚書海望，定边将军、一等武毅谋勇公兆惠。据《八旗滿洲氏族通譜》卷29，“薩穆哈，正黄旗人，額柏根之兄也”。

- 祖父：額森（亦作額參），初授膳房總領，歷任內大臣，「歷事三朝，軍功懋著」，崇德時從征朝鮮，被皇太極嘉許及賞賜馬匹，曾奉皇太極之命追殺殺害揚古利額駙之人，次日以其首級來獻，授為男爵，後又從征山東濟南府臨清州及大同等處，屢立戰功，加一騎都尉[11]，並且授世管佐領[16]，後因事削職[11]。雍正元年二月贈一等公，雍正八年九月贈一等承恩公[15]，配瓜爾佳氏。額森次子岳色，世襲雲騎尉；三子長索，原任郎中；四子長保[14]

- 父：魏武（亦作威武、緯武），原任護軍參領[11]，雍正元年二月贈一等公，雍正八年九月贈一等承恩公，配塞和里氏。

- 兄弟：博啟（亦作白啟、白齊、伯奇、伯起），承襲一等公，曾任散秩大臣兼正黄旗满洲第三叅領第十四佐領（载《钦定八旗通志》卷四）[11]。其：
  - 子散秩大臣博永（又伯永），承袭其父正黄旗满洲第三叅領第十四佐領。孙儿內大臣 (清朝)、江宁将军西銘，承袭正黄旗满洲第三叅領第十四佐領，乾隆四十九年（1784）出使朝鲜。孙女烏雅氏，继配嫁内务府正白旗汉军、熱河總管尚福海（祖父总管內務府大臣兼佐領尚志舜，孙女尚佳氏封道光帝之豫嬪）。曾孙志福，承袭正黄旗满洲第三叅領第十四佐領。
  - 子五福昌，承袭胞兄博永的正黄旗满洲第三叅領第十四佐領（继任胞侄西銘）。
  - 女烏雅氏，嫁镶黄旗满洲鈕祜祿氏他克星阿（父阿爾本阿，胞叔二等公阿爾松阿，祖父一等公阿靈阿 (鈕祜祿氏)）。
  - 女烏雅氏，嫁宗室書誠（父輔國將軍長興，祖父宗室敬順，曾祖簡修親王雅布）。
- 胞姊烏雅氏，嫁镶黄旗满洲一等公鈕祜祿氏阿靈阿 (鈕祜祿氏)。

## 影視作品
| 影視作品                    | 演員   | 剧中称谓        |
| 1980年《大內群英》          | 梁舜燕 | 德妃            |
| 1987-1988年《滿清十三皇朝》 | 區艷蓮 | 德妃            |
| 1995年《九王奪位》          | 鮑起靜 | 烏雅氏          |
| 1997年《江湖奇俠傳》        | 陳莎莉 | 德妃            |
| 1997年《雍正王朝》          | 施建嵐 | 德妃、太后      |
| 2001年《才子佳人乾隆皇》    | 陳莎莉 | 太后            |
| 2011年《宮鎖心玉》          | 劉雪華 | 德妃、太后      |
| 2012年《後宮甄嬛傳》        | 劉雪華 | 太后，烏雅·成璧 |
| 2012年《步步驚心》          | 戴春榮 | 德妃、太后      |
| 2014年《食為奴》            | 呂珊   | 德妃            |
| 2018年《花落宮廷錯流年》    | 李予蘇 | 太后            |
| 2019年《梦回》              | 張彤   | 德妃、太后      |